# 张艺 (香港演员)
张艺（英語：Ken Cheung Ngai，5月15日—），籍貫山东青岛，香港資深电视剧、电影国语配音演员。1994年入行配音并加入亚洲电视国语配音组，1997年转职无线电视国语配音组至今。张艺是香港演员古天乐、谢霆锋、马浚伟、郑嘉颖、林峯、梁朝伟等明星御用的配音演员。

## 生平
3岁随家人到籍贯青岛，6岁又随家人到北京，直至19岁才到香港定居，1994年他客串电影《背靠背，臉對臉》饰演红红一角，后经朋友介绍下入行配音。张艺入行20年，迄今配了上百部香港电视剧集和电影，其中最出名的包括《少年四大名捕》《学警系列》中的吴卓羲、《秋香怒点唐伯虎》裡的陈豪、《宫心计》《怒火街头》裡的郑嘉颖、《雪山飞狐》《初五启市录》中的陈锦鸿、《冲上云霄》《飞虎》中的马德钟、《布衣神相》《法证先锋》中的林文龙、《谈判专家》《冲上云霄II》的张智霖。电影《无间道》《新警察故事》《门徒》裡面梁朝伟、谢霆锋、古天乐等等。
2014年3月21日，他在无线配音组仝人联欢暨颁奖典礼中，以《冲上云霄II》的顾夏阳一角获得国语组男主角最佳演绎奖。
张艺在圈中的好友较多，有苏柏丽、徐敏、张济平、潘宁、冯雪锐、黎泓和、周筠、周莹、赵恩余、林朗钧、赵威、谭王鸿、冯友薇、刘印生、杜燕歌、孙中文、宋双佳、李沁芯等。

## 演出电影
- 《背靠背，臉對臉》（1994年）饰 红红（客串）